# L’Hôpital-le-Grand
L’Hôpital-le-Grand település Franciaországban, Loire megyében. Lakosainak száma 1073 fő (2022. január 1.). L’Hôpital-le-Grand Boisset-lès-Montrond, Craintilleux, Grézieux-le-Fromental, Précieux, Sury-le-Comtal és Unias községekkel határos.

## Népesség
A település népességének változása:
| Lakosok száma | 341  | 407  | 506  | 862  | 988  | 1017 | 1054 | 1106 | 1112 | 1073 |
|               | 1968 | 1982 | 1990 | 2006 | 2013 | 2015 | 2017 | 2019 | 2020 | 2022 |